# Maurice-Antoine Drouard
Pour les articles homonymes, voir Drouard.
Ne doit pas être confondu avec Maurice Drouart.
Maurice-Antoine Drouard, né à Houilles le 17 août 1899, et mort au Mesnil-le-Roi le 12 mai 1965, est un peintre français.

## Biographie
Il expose au Salon des indépendants de 1929 les toiles L'Automne au bois et Vieille cour à Passy, ainsi qu'en 1932 et 1933.